# Lady Margaret Butler
Lady Margaret Butler (c. 1454 – 1539) fou una noble irlandesa, filla i co-hereva de Thomas Butler, 7è Earl d'Ormond. Va casar-se amb Sir William Boleyn i a través del seu fill més gran, Tomàs Bolena, fou l'àvia paternal d'Anna Bolena, segona muller d'Enric VIII d'Anglaterra, i besàvia d'Elisabet I d'Anglaterra.